# Klaus-Dieter Gröhler

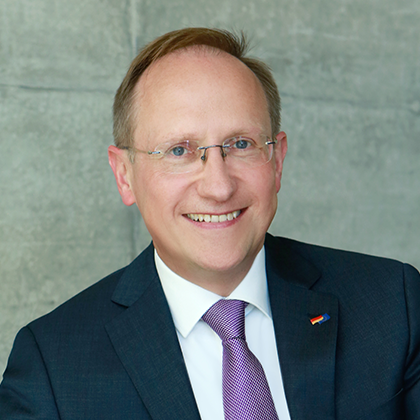
Klaus-Dieter Gröhler

Klaus-Dieter Gröhler (* 17. April 1966 in West-Berlin) ist ein deutscher Jurist und Politiker (CDU). Er war von 2013 bis 2021 Mitglied des Deutschen Bundestages.

## Leben
Gröhler wurde im West-Berliner Ortsteil Wilmersdorf geboren, besuchte das Schiller-Gymnasium in Charlottenburg und machte dort 1984 Abitur. Ein Jahr später begann er das Studium der Rechtswissenschaften an der Freien Universität Berlin. Seit 1995 ist er Jurist mit Schwerpunkt Staats- und Verwaltungsrecht.
Im Jahre 1982 trat er der CDU bei, für die er von 1991 bis 2000 als Mitglied der Bezirksverordnetenversammlung von Berlin-Charlottenburg tätig war. Ab 1992 war er Vorsitzender des Bauausschusses und seit 1994 Fraktionsvorsitzender.
Innerhalb seiner Partei ist er seit 1999 Vorsitzender des CDU-Ortsverbandes Schloss (der von 1978 bis mindestens 1986 als Ortsverband Lietzensee geführt wurde), Mitglied des Kreisvorstandes Charlottenburg-Wilmersdorf und des CDU-Landesvorstandes Berlin. Von 1996 bis 2000 war Gröhler Regierungsrat in der Senatsverwaltung für Bauen, Wohnen und Verkehr bzw. Senatsverwaltung für Stadtentwicklung, daneben ist er seit 1999 nebenamtlicher Prüfer des Gemeinsamen Justizprüfungsamtes Berlin-Brandenburg für Juristen-Anwärter der beiden Bundesländer.
Zwischen dem 1. Januar 2001 bis zum 6. Dezember 2001 war Gröhler Bezirksstadtrat für Wirtschaft, Personal und Verwaltung in Charlottenburg-Wilmersdorf und im Anschluss bis 2011 zuständiger Bezirksstadtrat für Bauwesen beim Bezirksamt Charlottenburg-Wilmersdorf und stellvertretender Bezirksbürgermeister.
Gröhler wechselte das Ressort und war seit dem 27. Oktober 2011 stellvertretender Bezirksbürgermeister und Bezirksstadtrat für Bürgerdienste, Weiterbildung, Kultur, Hochbau und Immobilien.
Er wurde im September 2012 als Direktkandidat zum Bundestag für den Wahlkreis 80 Charlottenburg-Wilmersdorf nominiert. Die Direktwahl gewann er am 22. September 2013. Im Haushaltsausschuss war er Berichterstatter für den Einzelplan 6 „Inneres, Bau und Heimat“ sowie den Einzelplan 21 „Datenschutz und Informationsfreiheit“. Zudem war er Obmann der Fraktion im Bundesfinanzierungsgremium und Mitglied des Vertrauensgremiums für die geheimen Haushaltspläne der Nachrichtendienste des Bundes.
Bei der Bundestagswahl 2017 gewann er den Wahlkreis 80 ein weiteres Mal direkt. Seit 2017 war er stellvertretender Vorsitzender der Berliner Landesgruppe. Seit September war er Vorsitzender des 1. Untersuchungsausschuss der 19. Wahlperiode des deutschen Bundestages zum Terroranschlag auf dem Breitscheidplatz. Zudem war er Mitglied des Haushaltsausschusses und stellvertretendes Mitglied dem Ausschuss für Inneres und Heimat.
Am 5. April 2019 wurde er als Nachfolger von Stefan Evers zum Kreisvorsitzenden der CDU Charlottenburg-Wilmersdorf gewählt. Am 25. Oktober 2020 wurde er von der Wahlkreisversammlung der CDU Charlottenburg-Wilmersdorf als Kandidat für den Bundestagswahlkreis 80 zur Bundestagswahl 2021 aufgestellt. Er unterlag dabei mit 22,3 % der Erststimmen dem SPD-Kandidaten Michael Müller (27,9 %) und verpasste das Direktmandat.
Gröhler schied mit der Konstituierung des 20. Deutschen Bundestages aus dem Parlament aus.

## Wahrnehmung in der Öffentlichkeit
Als stellvertretender Bezirksbürgermeister und insbesondere als Baustadtrat für Bauwesen des einwohnerstarken Bezirkes Charlottenburg-Wilmersdorf, in dem unter anderem die Technische Universität Berlin (TU Berlin), die Universität der Künste Berlin und das Berliner Olympiastadion liegen und der mit der City West (Gebiet um den Kurfürstendamm) Zentrumsfunktionen für ganz Berlin wahrnimmt, stand Gröhler häufig im Blickpunkt der Öffentlichkeit.

### Städtebauliche Großprojekte
Im Rahmen der Planungshoheit des Bezirkes zeichnete er für stadtbildprägende städtebauliche Großprojekte mit verantwortlich, wobei er oft auch eigene Positionen einbrachte und bezog. So engagierte Gröhler sich seit 2005/2006 bei den Planungsprozessen für die Entwicklung der City West, wie bei dem Areal um den Bahnhof Zoo mit dem Hardenbergplatz, dem Zoobogen an der Budapester Straße sowie dem TU-Campus an der Hardenbergstraße; teilweise auch kontrovers zur Politik des von einer SPD/Linkspartei-Koalition geführten Berliner Senates.

### Sanierung des Schoeler-Schlösschens
Als Mitglied des Haushaltsausschusses konnte sich Gröhler dafür starkmachen, dass das Schoeler-Schlösschen in Wilmersdorf 2019 die dringend benötigten Gelder zur Sanierung und Umnutzung des ältesten Wohnhauses Wilmersdorfs aus dem Bundesprogramm „Sanierung kommunaler Einrichtungen in den Bereichen Sport, Jugend und Kultur“ erhielt. Bereits als Baustadtrat hatte er sich für das Haus eingesetzt und mit der Stiftung Denkmalschutz Berlin das barocke Erscheinungsbild des Hauses wiederhergestellt.

### Café Wahlkreis
Gröhler unterhält als Wahlkreisbüro ein nichtkommerzielles Café namens „Café Wahlkreis“, welches als Anlaufpunkt für die Bürger seines Wahlkreises zum Austausch und zur Information dienen soll. Hier finden regelmäßige Diskussionsveranstaltungen zu politischen Themen statt. In der Nacht zum 22. Oktober 2019 kam es zu einem Anschlag auf das Café. Zuvor hatte eine Diskussionsveranstaltung mit Felix Klein, Beauftragter der Bundesregierung für jüdisches Leben in Deutschland und den Kampf gegen Antisemitismus, stattgefunden.

### Verbot der Stolpersteine
Anfang 2005 erregte Gröhler im In- und Ausland Aufmerksamkeit, weil er die Verlegung von sogenannten Stolpersteinen durch den Kölner Künstler Gunter Demnig im Bezirk Charlottenburg-Wilmersdorf mit der Begründung untersagte, dass „die Steine eine Rutschgefahr für die BürgerInnen darstellen“. Mit dem Mahnmal-Projekt der Stolpersteine, die eine Inschrift auf einer Messingplatte von 10 cm Kantenlänge tragen und bündig ins Pflaster eingelassen werden, soll an das Schicksal der Menschen erinnert werden, die von den Nationalsozialisten deportiert und ermordet wurden; bis April 2007 wurden rund 11.000 Steine in 220 Städten in Deutschland und anderen Ländern verlegt.
Jedoch hat sich das Verbot nicht halten können. So wurden z. B. von der CDU finanzierte Stolpersteine für Anna und Jenny Pelteson am 23. August 2011 an der Uhlandstraße in einer feierlichen Gedenkveranstaltung verlegt.

### Freiluft-Fitness-Park
Gröhler initiierte und förderte die Realisierung eines Freiluft-Fitness-Parks im Preußenpark in Wilmersdorf, der im Mai 2007 „als erster deutscher Fitnesspark auf öffentlichem Grund“ eingeweiht wurde und weithin Beachtung fand. Die Konzeption des Fitnessparks, der von den Medien als „Seniorenspielplatz“ betitelt wurde, beruht auf chinesischen Trainingsphilosophien und ist besonders auch auf die ältere Generation hin ausgerichtet.

### Schließung der Bordelle
Seit dem Frühjahr 2007 sah Gröhler sich Kritik ausgesetzt, weil er als Bezirksstadtrat für Bauwesen im Bezirk Charlottenburg-Wilmersdorf kleine gewerbliche Bordelle in Wohngebieten schließen ließ.
Grundlage hierfür ist, dass die Nutzung von Gebäuden zum Betrieb eines Gewerbes gegen das Bauplanungsrecht (§ 30 Abs. 1 BauGB) verstößt, wenn die betreffenden Flächen im Bebauungsplan als Wohngebiete im Sinne des § 3 BauNVO in Verbindung mit § 26 BauNVO oder allgemeine Wohngebiete im Sinne des § 4 BauNVO in Verbindung mit § 26 BauNVO ausgewiesen sind, da in reinen bzw. allgemeinen Wohngebieten grundsätzlich nur eine Wohnnutzung, nicht hingegen eine gewerbliche Nutzung wie zum Beispiel zu Zwecken der Prostitution zulässig ist (§ 3 Abs. 2 bzw. § 4 Abs. 2 BauNVO). Dies entspricht der ständigen Rechtsprechung der Verwaltungsgerichte. Dabei beruft sich Gröhler zudem auf Beschwerden der Anwohner solcher Betriebe, die bei unzulässiger Nutzung einen gerichtlich durchsetzbaren Anspruch gegen das Land Berlin auf Einschreiten haben können.
In anderen Stadtbezirken, zum Beispiel Friedrichshain-Kreuzberg, wurden bordellähnliche Betriebe geduldet. Eine solche Duldung beinhaltete jedoch weder eine Legalisierung noch eine damit verbundene Rechtssicherheit für die betroffenen Betriebe. Der Bezirksbürgermeister von Friedrichshain-Kreuzberg, Franz Schulz (Bündnis 90/Die Grünen), verurteilte die Schließungswelle in anderen Bezirken sogar als rückschrittlich: „Ich halte das für eine absolut falsche Entwicklung, weil wir damit wieder in diese alte Diskussion und Thematik kommen: Prostitution ist ein besonderes Gewerbe, es ist letztendlich ein sittenwidriges Gewerbe, muss in besonderer Form separiert und gettoisiert werden, und ähnliche Thematiken. Das finde ich falsch. Damit wäre die Aufklärung, aber auch die Änderung in der Wahrnehmung der Bevölkerung in den letzten zehn, fünfzehn Jahren über Bord geworfen.“ (RBB-Online)
Aus rechtlicher Sicht war die Praxis der Nutzungsuntersagung von Wohnungsbordellen durch geltendes Baurecht gedeckt; im Baurecht gilt – wie stets im Verwaltungsrecht – der Grundsatz des Vorranges des Gesetzes, wonach die Verwaltung die Vorgaben des Gesetzes – hier: die Regeln des BauGB und der BauNVO – beachten muss. Eine grundsätzliche Zulassung der Prostitution in Wohngebieten konnte daher nur durch den Gesetzgeber erfolgen. Gleichwohl versuchten mehrere von einer Nutzungsuntersagung betroffene Bordellbetreiber, eine Genehmigung ihres Betriebs – etwa im Wege eines Dispenses von den Vorschriften des Bauplanungsrechts – vor den Verwaltungsgerichten zu erstreiten.
Besonders heftige Kritik an dieser Schließungspraxis kam aus den Reihen des Bundesverbandes Sexuelle Dienstleistungen e. V. und von Hydra e. V., die durch Schließung der Wohnungsbordelle und die gleichzeitige Erteilung von Betriebsgenehmigungen nur in Gewerbegebieten die „Einführung von Sperrbezirken durch die Hintertür“ sahen.
Mit dem Betreiber des überregional bekannten Sex-Clubs Bel Ami, der laut Playboy-Magazin als „edelster Club Deutschlands“ gilt, schloss Gröhlers Baubehörde im November 2007 einen außergerichtlichen Vergleich: Das Etablissement, das sich in einem Wohngebiet an der Flatowallee im Ortsteil Westend befindet, solle seinen Bordellbetrieb Ende März 2011 einstellen; was 2011 auch geschah.